# Winona (Minnesota)
Winona és una població dels Estats Units a l'estat de Minnesota. Segons el cens del 2000 tenia 27.069 habitants.

## Demografia
Segons el cens del 2000, Winona tenia 27.069 habitants, 10.301 habitatges, i 5.325 famílies. La densitat de població era de 573,3 habitants per km².
Dels 10.301 habitatges en un 23,9% hi vivien nens de menys de 18 anys, en un 40,4% hi vivien parelles casades, en un 8,4% dones solteres, i en un 48,3% no eren unitats familiars. En el 35,2% dels habitatges hi vivien persones soles el 12,8% de les quals corresponia a persones de 65 anys o més que vivien soles. El nombre mitjà de persones vivint en cada habitatge era de 2,27 i el nombre mitjà de persones que vivien en cada família era de 2,94.
Per edats la població es repartia de la següent manera: un 18% tenia menys de 18 anys, un 27,5% entre 18 i 24, un 22,2% entre 25 i 44, un 18% de 45 a 60 i un 14,2% 65 anys o més.
L'edat mediana era de 29 anys. Per cada 100 dones de 18 o més anys hi havia 85,1 homes.
La renda mediana per habitatge era de 32.845$ i la renda mediana per família de 48.413$. Els homes tenien una renda mediana de 31.047$ mentre que les dones 23.302$. La renda per capita de la població era de 16.783$. Entorn del 6,5% de les famílies i el 17,3% de la població estaven per davall del llindar de pobresa.

## Poblacions més properes
El següent diagrama mostra les poblacions més properes.

## Personalitats
- Winona Ryder. Actriu i productora de cinema.